# Dotetorp
Dotetorp är en bebyggelse i Ölmevalla socken i Kungsbacka kommun. Från 2015 avgränsar SCB här en småort.